# Бачинский, Николай Станиславович
Николай Станиславович Бачинский (1894, Сквира, Киевская губерния — 1937, Москва) — руководящий сотрудник советских органов государственной безопасности и охраны правопорядка, начальник Главного управления милиции ГПУ Украинской ССР, заместитель народного комиссара внутренних дел УССР, директор милиции. Расстрелян в  «особом порядке». Реабилитирован посмертно. 

## Биография
Из польской семьи служащих. Член РКП(б) с 1919 года. Образование низшее. С 1915 года работал «письмоводцем», конторщиком в Киевском земстве, заведующим уездного отдела народного хозяйства в городе Хорол Полтавской губернии. В Гражданскую войну служил в Красной Армии помощником начальника штаба трудармии. В органах ВЧК-ГПУ-НКВД с 1921 года. В 1924—1932 годах начальник административно-организационного управления ГПУ Украинской ССР. В 1932—1934 годах заместитель полномочного представителя ОГПУ по Центрально-Чернозёмной области. В 1934—1937 годах начальник Главного управления милиции ГПУ Украинской ССР, с 1937 года — заместитель наркома внутренних дел Украинской ССР.

## Репрессии
17 июля 1937 года арестован органами НКВД на основании показаний бывшего наркома НКВД Украинской ССР В.А. Балицкого и доставлен в Москву. Внесен в список «Москва-центр» от  27 октября 1937 г. по 1-й категории (за —Сталин , Молотов, Каганович, Ворошилов ). НКВД СССР, Прокуратурой СССР и ВКВС СССР 27.10.1937 г. приговорён в особом порядке к высшей мере наказания, расстрелян в тот же день. Вместе с ним по тому же списку были расстреляны руководящие сотрудники НКВД УССР капитан ГБ А. И. Евгеньев (Левин)  и капитан ГБ Е. Д. Элькин. Место захоронения — спецобъект НКВД "Коммунарка". Реабилитирован посмертно 29 июня 1959 года.

## Награды
- Знак «Почётный работник рабоче-крестьянской милиции».
- Знак «Почётный работник ВЧК — ГПУ»
- Орден Трудового Красного Знамени УССР (13.12.1931)